# Portugal au Concours Eurovision de la chanson 2009
Le Portugal a participé au Concours Eurovision de la chanson 2009.

## Résultats de la finale
| #  | Interprète(s)     | Chanson                               | Votes         | Jury         | Points | Place |
| -- | ----------------- | ------------------------------------- | ------------- | ------------ | ------ | ----- |
| 1  | Nucha             | "Tudo está na tua mão"                | 2 % (1pt)     | 78 (3pts)    | 4      | 9     |
| 2  | Romana            | "Acordem olhos doirados"              | 3 % (2pts)    | 124 (6pts)   | 8      | 7     |
| 3  | Filipa Batista    | "O teu lugar"                         | 6 % (5 pts)   | 130 (7 pts)  | 12     | 4     |
| 4  | André Rodrigues   | "Não vou voltar a mim"                | 2 % (0 pt)    | 31 (1 pt)    | 1      | 11    |
| 5  | Luciana Abreu     | "Juntos vamos conseguir (Yes We Can)" | 28 % (12 pts) | 107 (4 pts)  | 16     | 3     |
| 6  | Nuno Norte        | "Lua sem luar"                        | 5 % (8 pts)   | 143 (4 pts)  | 12     | 4     |
| 7  | Tayti             | "Amore mio, amore mio"                | 4 % (3 pts)   | 21 (0 pt)    | 3      | 10    |
| 8  | Fernando Pereira  | "É o amor"                            | 2 % (0 pt)    | 15 (0 pt)    | 0      | 12    |
| 9  | Eva Danin         | "Amar mais forte que o vento"         | 7 % (7 pts)   | 109 (5 pts)  | 12     | 4     |
| 10 | Francisco Andrade | "Voar é ver"                          | 9 % (8 pts)   | 145 (10 pts) | 18     | 2     |
| 11 | Flor-de-Lis       | Todas as ruas do amor                 | 25 % (10 pts) | 217 (12 pts) | 22     | 1     |
| 12 | Nuno & Fábia      | "Não demores (quero-te aquecer)"      | 7 % (6 pts)   | 40 (2 pts)   | 8      | 8     |